# علم الجميع

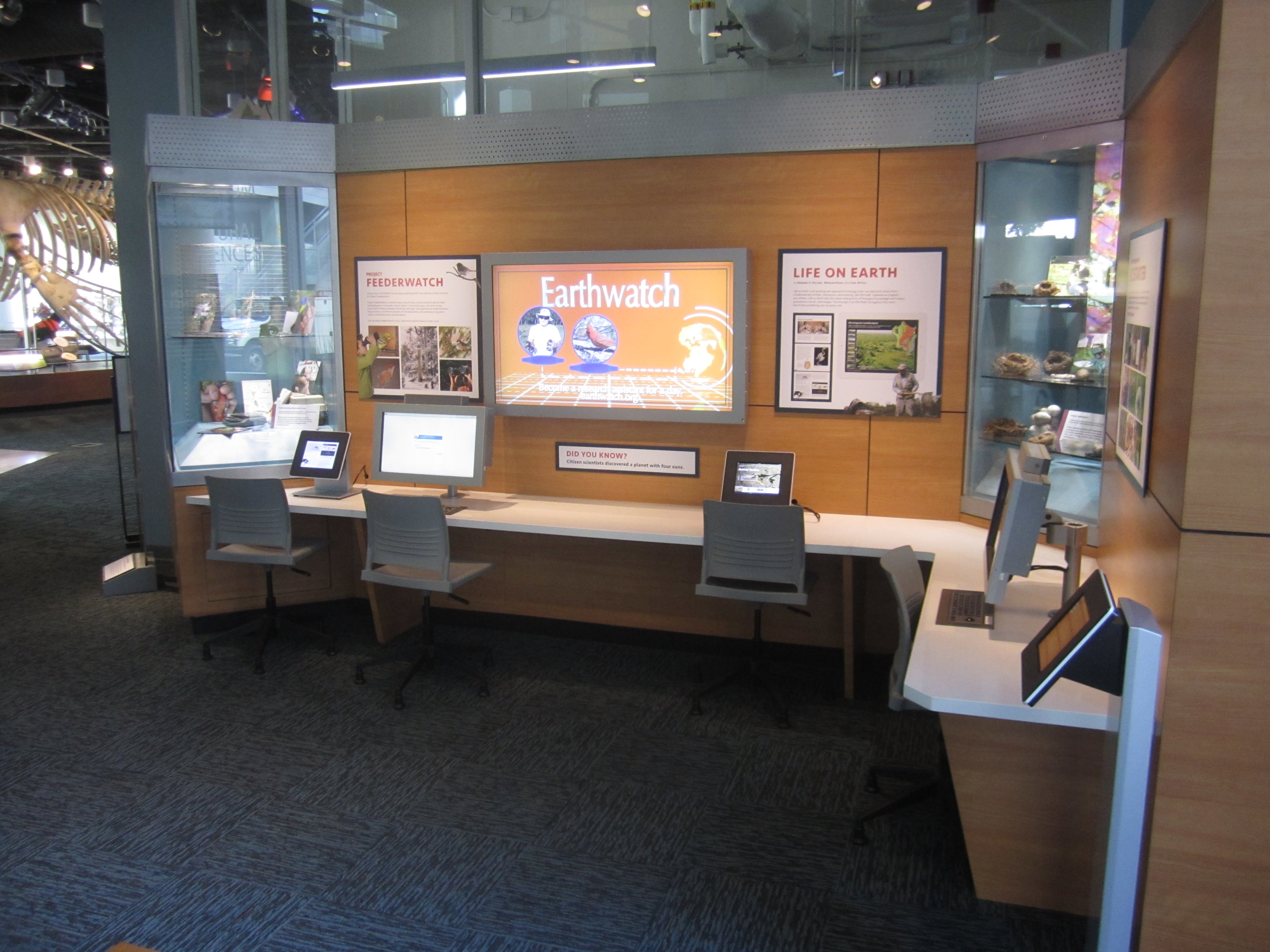
معرض "لمركز علم الجميع" في جناح مركز البحث الطبيعي في متحف العلوم الطبيعية في كارولاينا الشمالية

علم الجميع ويُعرف بعلم المواطنين وعلم التعهيد الجماعيّ والعلم المدني والعلم الشبكيّ وهو البحث العلمي -بصورة كاملة أو جزئية- من قبل العلماء الهواة أو غير المختصين، ويمول عادةً بوساطة التعهيد الجماعيّ والتمويل الجماعيّ.
'ويُعرّف علمياً بالجمع والتحليل النظامي للمعلومات، وتطوير التقانة ،واختبار الظواهر الطبيعية، ويتم نشر هذه المعلومات بوساطة الباحثين بسبب دافع هِوائيّ (من كلمة هواية) محض.
ويطلق على علم الجميع في بعض الأحيان بالمشاركة الشعبية في البحث العلمي.